# Telfes im Stubai
Telfes im Stubai è un comune austriaco di 1 533 abitanti nel distretto di Innsbruck-Land, in Tirolo. Si trova nella Stubaital.

## Sport
Telfes im Stubai ha ospitato i Campionati del mondo di corsa in montagna nel 1990 e nel 1996 e i Campionati europei di corsa in montagna nel 2009.